# 豪基普達斯

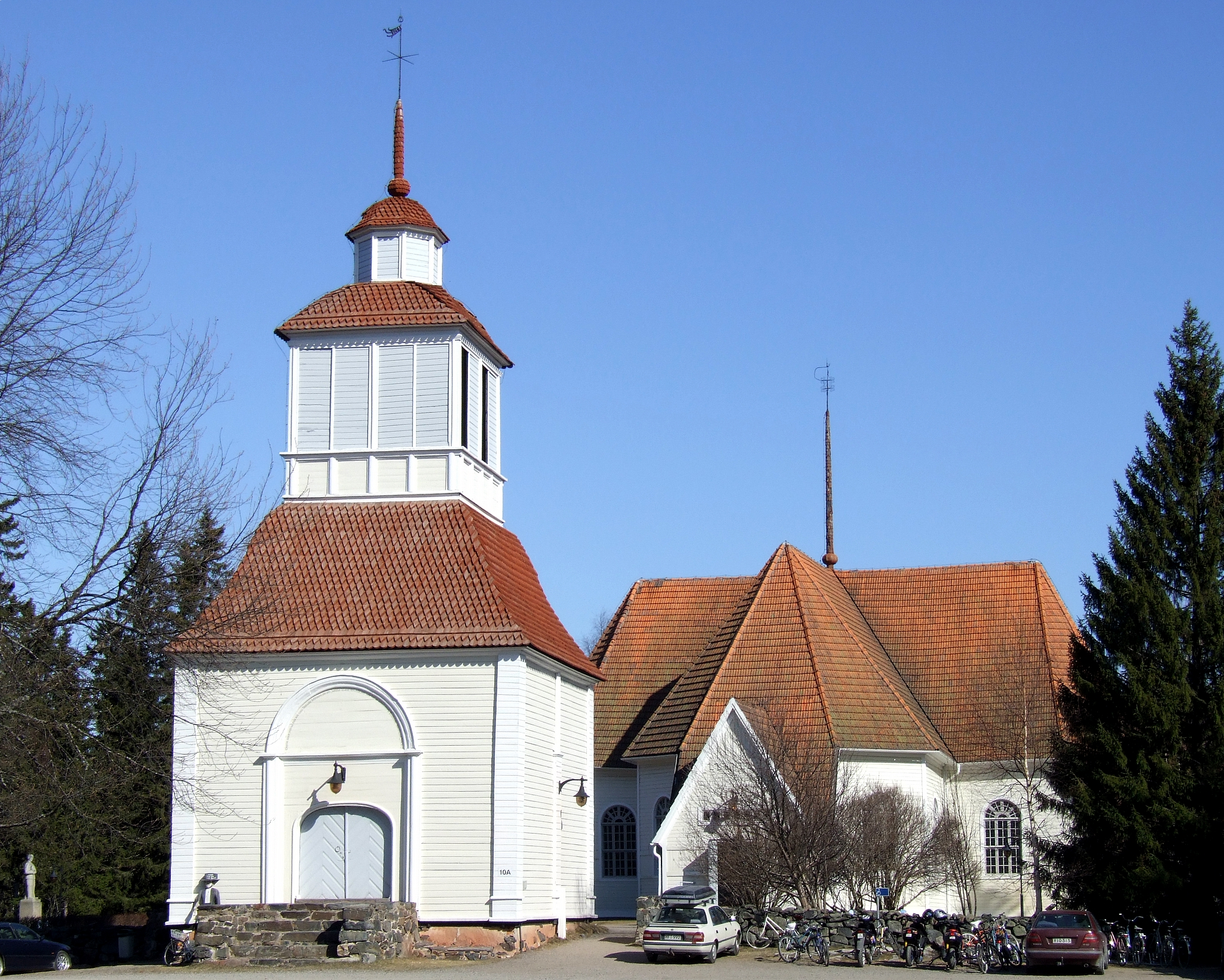
豪基普達斯教堂及钟楼

豪基普達斯（芬蘭語：Haukipudas）是芬蘭北博滕區一个已废置的市镇，位於該國西部，始建於1866年，面積1,024平方公里，2013年人口19,053，人口密度為每平方公里43.2人。2013年初时连同其它市镇一起并入奥卢市。

## 外部連結
- 奥卢市官方网站（页面存档备份，存于） （文） （瑞典文） （英文）